# Élections cantonales de 1928 dans la Somme
Les élections cantonales françaises de 1928 ont eu lieu le 14 et le 21 octobre 1928.

## Contexte départemental

### Assemblée départementale sortante
Avant les élections, le conseil général de la Somme est présidé par Louis-Lucien Klotz (PRRRS), à la tête du département depuis 1919. Il comprend 41 conseillers généraux issus des 41 cantons de la Somme. 21 d'entre eux sont renouvelables lors de ces élections.
| Parti                                               | Sigle | Sigle | Élus |
| --------------------------------------------------- | ----- | ----- | ---- |
| Centre-gauche (19 sièges)                           |       |       |      |
| Parti républicain radical et radical-socialiste     |       | PRRRS | 18   |
| Parti républicain socialiste et socialiste français |       | PRSSF | 1    |
| Centre-droit (14 sièges)                            |       |       |      |
| Alliance démocratique                               |       | AD    | 12   |
| Radicaux indépendants                               |       | RI    | 2    |
| Droite (6 sièges)                                   |       |       |      |
| Fédération républicaine                             |       | FR    | 6    |
| Gauche (2 sièges)                                   |       |       |      |
| Section française de l'Internationale ouvrière      |       | SFIO  | 2    |
| Président du conseil général                        |       |       |      |
| Louis-Lucien Klotz (PRRRS)                          |       |       |      |

## Conseil général élu
| Canton                 | Conseiller sortant    | Étiquette | Candidat élu          | Étiquette |
| ---------------------- | --------------------- | --------- | --------------------- | --------- |
| Abbeville-Nord         | Émile Ternois         | PRRRS     | Émile Ternois         | PRRRS     |
| Ailly-le-Haut-Clocher  | François Oger         | PRRRS     | François Oger         | PRRRS     |
| Ailly-sur-Noye         | Louis Binant          | RI        | Louis Binant          | RI        |
| Amiens-Nord-Est        | Lucien Lecointe       | PRSSF     | Lucien Lecointe       | PRSSF     |
| Amiens-Sud-Ouest       | Georges Béthouart     | FR        | Estève Landot         | PRSSF     |
| Bernaville             | Lucien Rocque         | AD        | Lucien Rocque         | AD        |
| Boves                  | Léon Legrand          | AD        | Léon Legrand          | AD        |
| Bray-sur-Somme         | Gaston Bouchend'homme | PRRRS     | Gaston Bouchend'homme | PRRRS     |
| Combles                | Léon Carré            | PRRRS     | Léon Carré            | PRRRS     |
| Doullens               | Étienne Dusevel       | PRRRS     | Étienne Dusevel       | PRRRS     |
| Gamaches               | Léon Saliès*          | FR        | Florimond Mauduit     | RI        |
| Nesle                  | Hector Lamotte        | AD        | René Vergelot         | PRRRS     |
| Nouvion                | Henri Peincedé        | AD        | Gustave Gaillard      | PRRRS     |
| Oisemont               | Émile Boucher         | PRRRS     | Émile Boucher         | PRRRS     |
| Picquingy              | Étienne Dubourguier   | PRRRS     | Étienne Dubourguier   | PRRRS     |
| Poix-de-Picardie       | Armand Jumel          | FR        | Armand Jumel          | FR        |
| Roisel                 | Charles Trocmé        | AD        | Gaston Boucourt       | PRRRS     |
| Rosières-en-Santerre   | Louis-Lucien Klotz    | PRRRS     | Louis-Lucien Klotz    | PRRRS     |
| Roye                   | Alfred Lejeune        | PRRRS     | Alfred Lejeune        | PRRRS     |
| Saint-Valery-sur-Somme | Anatole Mopin         | PRRRS     | Anatole Mopin         | PRRRS     |
| Villers-Bocage         | Albert Ménil          | FR        | Georges Sanier        | AD        |

*Conseillers généraux sortants ne se représentant pas

### Élus
| Partis              | Partis                                              | Conseillers sortants | Conseillers élus | Évolution |
| ------------------- | --------------------------------------------------- | -------------------- | ---------------- | --------- |
|                     | Parti républicain radical et radical-socialiste     | 10                   | 13               | 3         |
|                     | Parti républicain socialiste et socialiste français | 1                    | 2                | 1         |
| Total Centre-gauche | Total Centre-gauche                                 | 11                   | 15               | 4         |
|                     | Alliance démocratique                               | 5                    | 3                | 2         |
|                     | Radicaux indépendants                               | 1                    | 2                | 1         |
| Total Centre-droit  | Total Centre-droit                                  | 6                    | 5                | 1         |
|                     | Fédération républicaine                             | 4                    | 1                | 3         |
| Total Droite        | Total Droite                                        | 4                    | 1                | 3         |

### Groupes politiques
| Parti                                               | Sigle | Sigle | Élus |
| --------------------------------------------------- | ----- | ----- | ---- |
| Centre-gauche (23 sièges)                           |       |       |      |
| Parti républicain radical et radical-socialiste     |       | PRRRS | 21   |
| Parti républicain socialiste et socialiste français |       | PRSSF | 2    |
| Centre-droit (13 sièges)                            |       |       |      |
| Alliance démocratique                               |       | AD    | 10   |
| Radicaux indépendants                               |       | RI    | 3    |
| Droite (3 sièges)                                   |       |       |      |
| Fédération républicaine                             |       | FR    | 3    |
| Gauche (2 sièges)                                   |       |       |      |
| Section française de l'Internationale ouvrière      |       | SFIO  | 2    |
| Président du conseil général                        |       |       |      |
| Louis-Lucien Klotz (PRRRS)                          |       |       |      |

## Résultats par canton

### Canton d'Abbeville-Nord
|                | Émile Ternois* | PRRRS          | 1 649 | 100,00 |  |  |
|                |                |                |       |        |  |  |
| Inscrits       | Inscrits       | Inscrits       | 2 903 | 100,00 |  |  |
| Abstentions    | Abstentions    | Abstentions    | 998   | 34,38  |  |  |
| Votants        | Votants        | Votants        | 1 905 | 65,62  |  |  |
| Blancs et nuls | Blancs et nuls | Blancs et nuls | 256   | 13,44  |  |  |
| Exprimés       | Exprimés       | Exprimés       | 1 649 | 86,56  |  |  |

*sortant

### Canton d'Ailly-le-Haut-Clocher
|                | François Oger* | PRRRS          | 1 349 | 100,00 |  |  |
|                |                |                |       |        |  |  |
| Inscrits       | Inscrits       | Inscrits       | 2 389 | 100,00 |  |  |
| Abstentions    | Abstentions    | Abstentions    | 683   | 28,59  |  |  |
| Votants        | Votants        | Votants        | 1 706 | 71,41  |  |  |
| Blancs et nuls | Blancs et nuls | Blancs et nuls | 357   | 20,93  |  |  |
| Exprimés       | Exprimés       | Exprimés       | 1 349 | 79,07  |  |  |

*sortant

### Canton d'Ailly-sur-Noye
|                | Louis Binant*  | RI             | 1 309 | 100,00 |  |  |
|                |                |                |       |        |  |  |
| Inscrits       | Inscrits       | Inscrits       | 1 956 | 100,00 |  |  |
| Abstentions    | Abstentions    | Abstentions    | 491   | 25,10  |  |  |
| Votants        | Votants        | Votants        | 1 465 | 74,90  |  |  |
| Blancs et nuls | Blancs et nuls | Blancs et nuls | 156   | 10,65  |  |  |
| Exprimés       | Exprimés       | Exprimés       | 1 309 | 89,35  |  |  |

*sortant

### Canton d'Amiens-Nord-Est
|                | Lucien Lecointe* | PRSSF          | 1 671 | 70,57  |  |  |
|                | Émile Thoury     | SFIO           | 455   | 19,21  |  |  |
|                | Victor Pierrain  | PC-SFIC        | 242   | 10,22  |  |  |
|                |                  |                |       |        |  |  |
| Inscrits       | Inscrits         | Inscrits       | 5 194 | 100,00 |  |  |
| Abstentions    | Abstentions      | Abstentions    | 2 686 | 51,71  |  |  |
| Votants        | Votants          | Votants        | 2 508 | 48,29  |  |  |
| Blancs et nuls | Blancs et nuls   | Blancs et nuls | 140   | 5,58   |  |  |
| Exprimés       | Exprimés         | Exprimés       | 2 368 | 94,42  |  |  |

*sortant

### Canton d'Amiens-Sud-Ouest
| Candidats      | Candidats          | Étiquette      | Premier tour | Premier tour | Second tour | Second tour |
| Candidats      | Candidats          | Étiquette      | Voix         | %            | Voix        | %           |
| -------------- | ------------------ | -------------- | ------------ | ------------ | ----------- | ----------- |
|                | Georges Béthouart* | FR             | 1 924        | 45,82        | 2 391       | 48,00       |
|                | Estève Landot      | PRSSF          | 1 245        | 29,65        | 2 397       | 48,12       |
|                | Joseph Cayeux      | SFIO           | 778          | 18,53        | Retrait     | Retrait     |
|                | Lucien Darras      | PC-SFIC        | 252          | 6,00         | 193         | 3,88        |
|                |                    |                |              |              |             |             |
| Inscrits       | Inscrits           | Inscrits       | 8 252        | 100,00       | 8 252       | 100,00      |
| Abstentions    | Abstentions        | Abstentions    | 3 964        | 48,04        | 3 198       | 38,75       |
| Votants        | Votants            | Votants        | 4 288        | 51,96        | 5 054       | 61,25       |
| Blancs et nuls | Blancs et nuls     | Blancs et nuls | 89           | 2,08         | 73          | 1,44        |
| Exprimés       | Exprimés           | Exprimés       | 4 199        | 97,92        | 4 981       | 98,56       |

*sortant

### Canton de Bernaville
|                | Lucien Rocque*  | AD             | 1 202 | 66,08  |  |  |
|                | Achille Goulant | PRRRS          | 617   | 33,92  |  |  |
|                |                 |                |       |        |  |  |
| Inscrits       | Inscrits        | Inscrits       | 2 097 | 100,00 |  |  |
| Abstentions    | Abstentions     | Abstentions    | 260   | 12,40  |  |  |
| Votants        | Votants         | Votants        | 1 837 | 87,60  |  |  |
| Blancs et nuls | Blancs et nuls  | Blancs et nuls | 18    | 0,98   |  |  |
| Exprimés       | Exprimés        | Exprimés       | 1 819 | 99,02  |  |  |

*sortant

### Canton de Boves
|                | Léon Legrand*  | AD             | 1 765 | 84,86  |  |  |
|                | Émile Touzet   | PC-SFIC        | 315   | 15,14  |  |  |
|                |                |                |       |        |  |  |
| Inscrits       | Inscrits       | Inscrits       | 2 950 | 100,00 |  |  |
| Abstentions    | Abstentions    | Abstentions    | 812   | 27,53  |  |  |
| Votants        | Votants        | Votants        | 2 138 | 72,47  |  |  |
| Blancs et nuls | Blancs et nuls | Blancs et nuls | 58    | 2,71   |  |  |
| Exprimés       | Exprimés       | Exprimés       | 2 080 | 97,29  |  |  |

*sortant

### Canton de Bray-sur-Somme
|                | Gaston Bouchend'homme* | PRRRS          | 783   | 55,45  |  |  |
|                | Joseph Cousot          | RI             | 374   | 26,49  |  |  |
|                | Valentin Salvaudon     | FR             | 255   | 18,06  |  |  |
|                |                        |                |       |        |  |  |
| Inscrits       | Inscrits               | Inscrits       | 1 734 | 100,00 |  |  |
| Abstentions    | Abstentions            | Abstentions    | 282   | 16,26  |  |  |
| Votants        | Votants                | Votants        | 1 452 | 83,40  |  |  |
| Blancs et nuls | Blancs et nuls         | Blancs et nuls | 40    | 2,75   |  |  |
| Exprimés       | Exprimés               | Exprimés       | 1 412 | 97,25  |  |  |

*sortant

### Canton de Combles
|                | Léon Carré*    | PRRRS          | 1 299 | 100,00 |  |  |
|                |                |                |       |        |  |  |
| Inscrits       | Inscrits       | Inscrits       | 1 951 | 100,00 |  |  |
| Abstentions    | Abstentions    | Abstentions    | 485   | 24,86  |  |  |
| Votants        | Votants        | Votants        | 1 466 | 75,14  |  |  |
| Blancs et nuls | Blancs et nuls | Blancs et nuls | 167   | 11,39  |  |  |
| Exprimés       | Exprimés       | Exprimés       | 1 299 | 88,61  |  |  |

*sortant

### Canton de Doullens
|                | Étienne Dusevel* | PRRRS          | 1 626 | 55,46  |  |  |
|                | Joseph Voisselle | AD             | 1 306 | 44,54  |  |  |
|                |                  |                |       |        |  |  |
| Inscrits       | Inscrits         | Inscrits       | 3 880 | 100,00 |  |  |
| Abstentions    | Abstentions      | Abstentions    | 841   | 21,68  |  |  |
| Votants        | Votants          | Votants        | 3 039 | 78,32  |  |  |
| Blancs et nuls | Blancs et nuls   | Blancs et nuls | 107   | 3,52   |  |  |
| Exprimés       | Exprimés         | Exprimés       | 2 932 | 96,48  |  |  |

*sortant

### Canton de Gamaches
|                | Florimond Mauduit* | RI             | 1 295 | 55,87  |  |  |
|                | Charles de Monclin | FR             | 1 023 | 44,13  |  |  |
|                |                    |                |       |        |  |  |
| Inscrits       | Inscrits           | Inscrits       | 3 260 | 100,00 |  |  |
| Abstentions    | Abstentions        | Abstentions    | 770   | 23,62  |  |  |
| Votants        | Votants            | Votants        | 2 490 | 76,38  |  |  |
| Blancs et nuls | Blancs et nuls     | Blancs et nuls | 172   | 6,91   |  |  |
| Exprimés       | Exprimés           | Exprimés       | 2 318 | 93,09  |  |  |

*sortant

### Canton de Nesle
|                | René Vergelot  | PRRRS          | 1 169 | 100,00 |  |  |
|                |                |                |       |        |  |  |
| Inscrits       | Inscrits       | Inscrits       | 2 366 | 100,00 |  |  |
| Abstentions    | Abstentions    | Abstentions    | 747   | 31,57  |  |  |
| Votants        | Votants        | Votants        | 1 619 | 68,43  |  |  |
| Blancs et nuls | Blancs et nuls | Blancs et nuls | 450   | 27,79  |  |  |
| Exprimés       | Exprimés       | Exprimés       | 1 169 | 72,21  |  |  |

*sortant

### Canton de Nouvion
|                | Gustave Gaillard | PRRRS          | 954   | 52,07  |  |  |
|                | Henri Peincedé*  | AD             | 878   | 47,93  |  |  |
|                |                  |                |       |        |  |  |
| Inscrits       | Inscrits         | Inscrits       | 2 345 | 100,00 |  |  |
| Abstentions    | Abstentions      | Abstentions    | 473   | 20,17  |  |  |
| Votants        | Votants          | Votants        | 1 872 | 79,83  |  |  |
| Blancs et nuls | Blancs et nuls   | Blancs et nuls | 40    | 2,14   |  |  |
| Exprimés       | Exprimés         | Exprimés       | 1 832 | 97,86  |  |  |

*sortant

### Canton d'Oisemont
|                | Émile Boucher* | PRRRS          | 1 508 | 100,00 |  |  |
|                |                |                |       |        |  |  |
| Inscrits       | Inscrits       | Inscrits       | 2 167 | 100,00 |  |  |
| Abstentions    | Abstentions    | Abstentions    | 518   | 23,90  |  |  |
| Votants        | Votants        | Votants        | 1 649 | 76,10  |  |  |
| Blancs et nuls | Blancs et nuls | Blancs et nuls | 141   | 8,55   |  |  |
| Exprimés       | Exprimés       | Exprimés       | 1 508 | 91,45  |  |  |

*sortant

### Canton de Picquigny
|                | Étienne Dubourguier* | PRRRS          | 1 845 | 54,35  |  |  |
|                | M. Gellé             | RI             | 1 259 | 37,08  |  |  |
|                | Maurice Mazier       | PC-SFIC        | 291   | 8,57   |  |  |
|                |                      |                |       |        |  |  |
| Inscrits       | Inscrits             | Inscrits       | 4 729 | 100,00 |  |  |
| Abstentions    | Abstentions          | Abstentions    | 1 209 | 25,57  |  |  |
| Votants        | Votants              | Votants        | 3 520 | 74,43  |  |  |
| Blancs et nuls | Blancs et nuls       | Blancs et nuls | 125   | 3,55   |  |  |
| Exprimés       | Exprimés             | Exprimés       | 3 395 | 96,45  |  |  |

*sortant

### Canton de Poix-de-Picardie
|                | Armand Jumel*  | FR             | 1 277 | 100,00 |  |  |
|                |                |                |       |        |  |  |
| Inscrits       | Inscrits       | Inscrits       | 1 801 | 100,00 |  |  |
| Abstentions    | Abstentions    | Abstentions    | 437   | 24,26  |  |  |
| Votants        | Votants        | Votants        | 1 364 | 75,74  |  |  |
| Blancs et nuls | Blancs et nuls | Blancs et nuls | 87    | 6,38   |  |  |
| Exprimés       | Exprimés       | Exprimés       | 1 277 | 93,62  |  |  |

*sortant

### Canton de Roisel
|                | Gaston Boucourt | PRRRS          | 1 688 | 100,00 |  |  |
|                |                 |                |       |        |  |  |
| Inscrits       | Inscrits        | Inscrits       | 3 124 | 100,00 |  |  |
| Abstentions    | Abstentions     | Abstentions    | 1 104 | 35,34  |  |  |
| Votants        | Votants         | Votants        | 2 020 | 64,66  |  |  |
| Blancs et nuls | Blancs et nuls  | Blancs et nuls | 332   | 16,44  |  |  |
| Exprimés       | Exprimés        | Exprimés       | 1 688 | 83,56  |  |  |

*sortant

### Canton de Rosières-en-Santerre
|                | Louis-Lucien Klotz* | PRRRS          | 1 549 | 100,00 |  |  |
|                |                     |                |       |        |  |  |
| Inscrits       | Inscrits            | Inscrits       | 2 645 | 100,00 |  |  |
| Abstentions    | Abstentions         | Abstentions    | 870   | 32,89  |  |  |
| Votants        | Votants             | Votants        | 1 775 | 67,11  |  |  |
| Blancs et nuls | Blancs et nuls      | Blancs et nuls | 226   | 12,73  |  |  |
| Exprimés       | Exprimés            | Exprimés       | 1 549 | 87,27  |  |  |

*sortant

### Canton de Roye
|                | Alfred Lejeune* | PRRRS          | 1 459 | 59,26  |  |  |
|                | Georges Binand  | SFIO           | 818   | 33,23  |  |  |
|                | M. Bodin        | PRRRS diss.    | 185   | 7,51   |  |  |
|                |                 |                |       |        |  |  |
| Inscrits       | Inscrits        | Inscrits       | 3 446 | 100,00 |  |  |
| Abstentions    | Abstentions     | Abstentions    | 943   | 27,37  |  |  |
| Votants        | Votants         | Votants        | 2 503 | 72,63  |  |  |
| Blancs et nuls | Blancs et nuls  | Blancs et nuls | 41    | 1,64   |  |  |
| Exprimés       | Exprimés        | Exprimés       | 2 462 | 98,36  |  |  |

*sortant

### Canton de Saint-Valery-sur-Somme
| Candidats      | Candidats       | Étiquette      | Premier tour | Premier tour | Deuxième tour | Deuxième tour |
| Candidats      | Candidats       | Étiquette      | Voix         | %            | Voix          | %             |
| -------------- | --------------- | -------------- | ------------ | ------------ | ------------- | ------------- |
|                | Anatole Mopin*  | PRRRS          | 1 279        | 40,45        | 1 879         | 58,50         |
|                | Isidore Loubert | FR             | 1 129        | 35,71        | 1 333         | 41,50         |
|                | Paul Cagnard    | PRRRS diss.    | 754          | 23,84        |               |               |
|                |                 |                |              |              |               |               |
| Inscrits       | Inscrits        | Inscrits       | 4 072        | 100,00       | 4 062         | 100,00        |
| Abstentions    | Abstentions     | Abstentions    | 829          | 20,36        | 779           | 19,18         |
| Votants        | Votants         | Votants        | 3 243        | 79,64        | 3 283         | 80,82         |
| Blancs et nuls | Blancs et nuls  | Blancs et nuls | 81           | 2,50         | 71            | 2,16          |
| Exprimés       | Exprimés        | Exprimés       | 3 162        | 97,50        | 3 212         | 97,84         |

*sortant

### Canton de Villers-Bocage
|                | Georges Sanier | AD             | 979   | 53,82  |  |  |
|                | Albert Ménil*  | FR             | 840   | 46,18  |  |  |
|                |                |                |       |        |  |  |
| Inscrits       | Inscrits       | Inscrits       | 2 143 | 100,00 |  |  |
| Abstentions    | Abstentions    | Abstentions    | 294   | 13,72  |  |  |
| Votants        | Votants        | Votants        | 1 849 | 86,28  |  |  |
| Blancs et nuls | Blancs et nuls | Blancs et nuls | 30    | 1,62   |  |  |
| Exprimés       | Exprimés       | Exprimés       | 1 819 | 98,38  |  |  |

*sortant